# Haplotaxida
Haplotaxida é uma ordem de anelídeos da subclasse Oligochaeta, que compreende por volta de 4.500 espécies. Consiste em um grupo parafilético que engloba tanto microdrilos aquáticos, como os representantes da subordem Haplotaxina, quanto megadrilos terrestres, contidos na subordem Lumbricina, que contém as minhocas. Habitam diversos territórios diferentes ao redor do globo, já tendo sido encontradas espécies em ambos os hemisférios, em habitats variados, podendo ser avistadas em diversos ambientes terrestres e regiões de água doce ou salgada, e até mesmo em neves de geleiras. Os membros dessa ordem apresentam grande importância econômica e ecológica.

## Morfologia
Por pertencerem a um grupo parafilético, não existe nenhuma característica sinapomórfica exclusiva aos haplotaxidas. Mas, em geral, assim como os demais oligoquetas, possuem segmentação homônoma, exceto pela região do clitelo, uma estrutura de extrema importância para a estratégia reprodutiva dos clitelados, e poucas cerdas ao longo de seu corpo. São hermafroditas simultâneos, ou seja, possuem ambos os sexos ao mesmo tempo, e existem estruturas chamadas espermatecas, que captam e armazenam o esperma do parceiro, até a liberação dos óvulos. Possuem faringe eversível, e têm a cabeça formada por um prostômio e um peristômio, sendo que após o último segmento do corpo está o pígidio, que contém o ânus. Não possuem parapódios, se locomovendo por ondas peristálticas, com ancoragem promovida pelas cerdas. O sistema circulatório é geralmente fechado, e o principal pigmento respiratório é a hemoglobina dissolvida no fluido celômico. Excretam, geralmente, por metanefrídios, podendo ter como excretas nitrogenadas a amônia ou a ureia. O sistema nervoso é ganglionar, e os dois cordões nervosos característicos de Annelida são geralmente fundidos, completa ou parcialmente, formando um único cordão.
As diferentes subordens dentro de Haplotaxida apresentam características que as distinguem. São elas: 

### Subordem Haplotaxina
As espécies pertencentes a essa ordem apresentam em geral forma simples e semelhante à de minhocas terrestres, além de cerdas reduzidas e ductos masculinos rudimentares. Por essas e outras características, estima-se que surgiram de oligoquetas de água doce e deram origem aos ancestrais dos megadrilos terrestres.
São microdrilos aquáticos plesióporos, ou seja, cada par de gonóporos masculinos está presente no segmento imediatamente posterior ao segmento do par de testículos correspondente, e muitas espécies apresentam estruturas glandulares associadas aos gonóporos masculinos. Em geral, apresentam quatro pares de gônadas, sendo dois pares de testículos e dois de ovários, com tendência à perda dos ovários posteriores, em contraste à tendência de perda dos ovários anteriores, observada em Moniligastrida e nos opistóporos. Acredita-se que o padrão gonadal dos oligoquetas provavelmente derivou desse padrão octogonadal.
Seu último coração lateral está presente no décimo segmento, e o primeiro segmento do intestino é o XIII. Apresentam três moelas esofágicas, seu clitelo possui tamanho de seis segmentos, estando presente nos segmentos gonadais, incluindo os gonóporos, e o átrio e as próstatas estão ausentes. Além disso, suas cerdas, quando não são reduzidas, apresentam padrão lumbricino de oito cerdas organizadas em quatro pares por segmento, e geralmente apresentam pontas simples, mas que podem ser bífidas.

### Subordem Tubificina

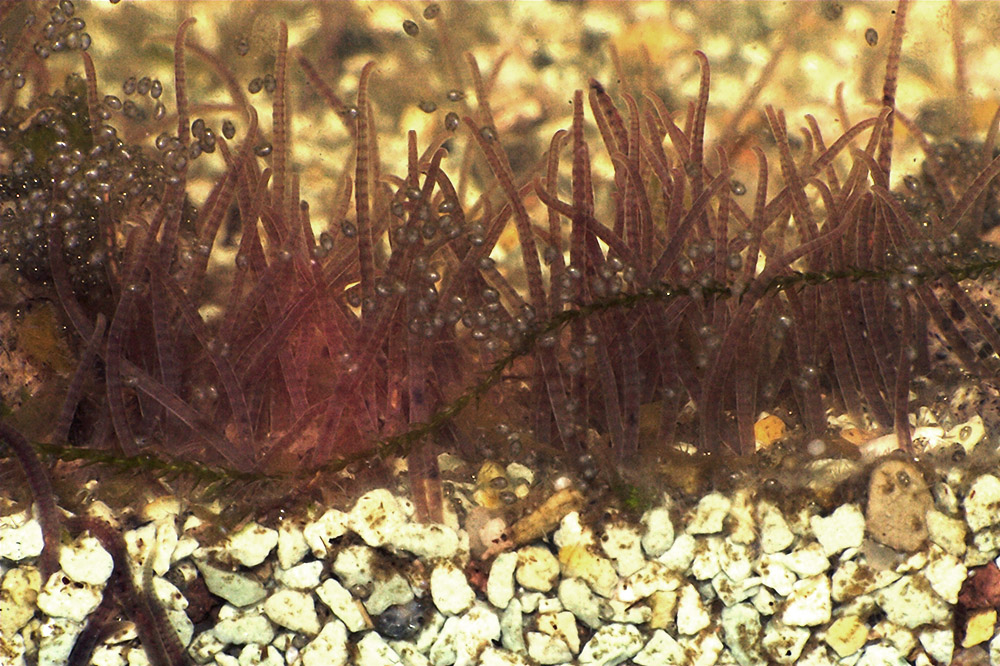
Representantes da subordem Tubificina

Os representantes de Tubificina são microdrilos aquáticos plesióporos, assim como em Haplotaxina. Os poros femininos estão localizados em sulcos intersegmentais atrás dos segmentos ovarianos, e em alguns gêneros os ductos deferentes abrem-se no átrio basalmente, mas na maioria dos casos eles passam por dentro das camadas musculares até o ápice do átrio. São tetragonadais, sendo que as gônadas estão presentes no segundo e terceiro segmentos gonadais, com um par de testículos, seguido por um par de ovários, e geralmente possuem átrio, com ou sem próstatas. Ademais, as espermatecas estão nas vicinidades dos segmentos gonadais, o esperma não apresenta conectivos, e os acrossomos dos espermatozóides são curtos.

Suas cerdas podem apresentar pontas bífidas, como na família Naididae, ou simples, como em Dorydrilidae. Além disso, possuem cerdas dorsais complexas, que podem estar associadas a cerdas capilares, provavelmente para proteção, com o objetivo de aumentar o tamanho do organismo, enquanto este rasteja ventralmente pelo substrato. Geralmente apresentam mais do que duas cerdas por feixe, podendo chegar a vinte ou mais, em algumas espécies.

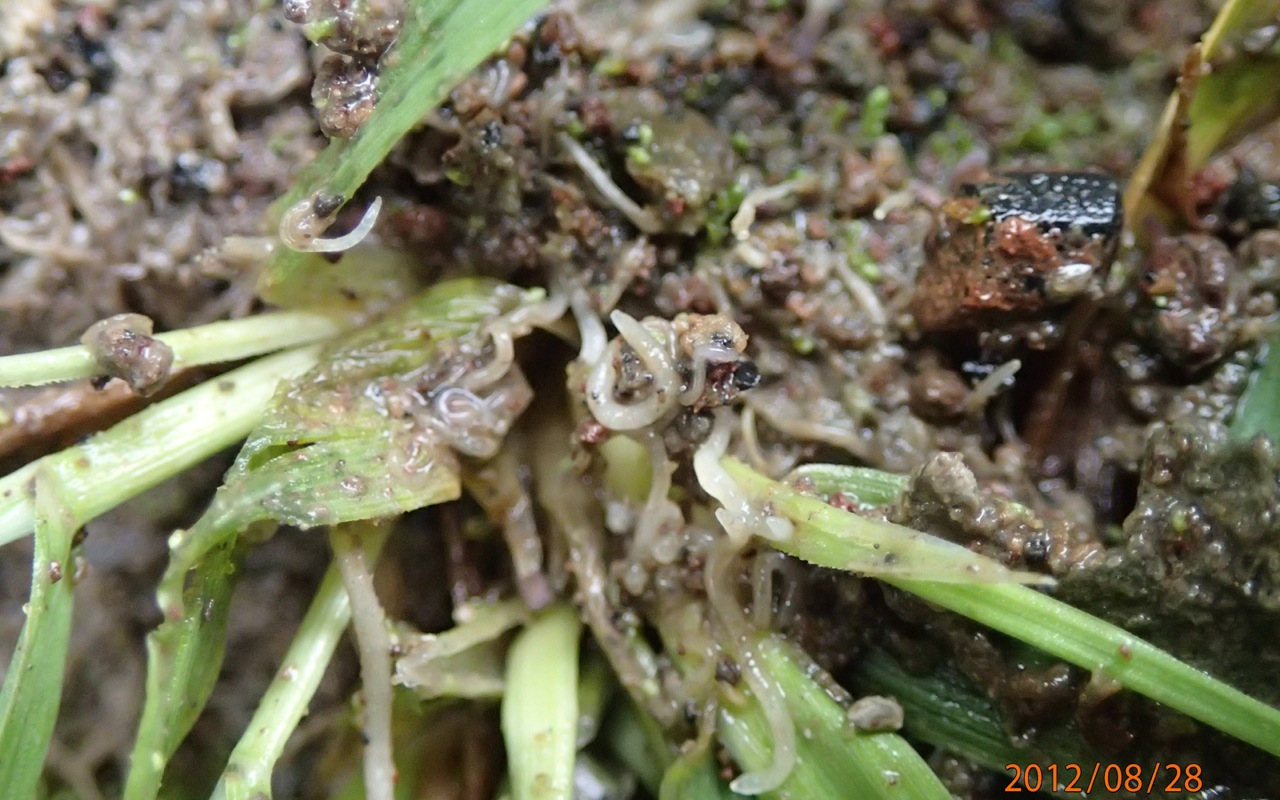
Representantes da subordem Enchytraeina

### Subordem Enchytraeina
Os membros de Enchytraeina são microdrilos aquáticos plesióporos. Apresentam padrão tetragonadal, com um par de testículos no segmento XI e outro de ovários em XII, além de apresentarem dutos masculinos sem átrios e espermatecas no segmento V. Possuem estruturas glandulares associadas ao poros masculinos, denominadas de bulbos penianos, e o número de cerdas é geralmente maior do que duas por feixe, frequentemente, sendo as extremidades distais simples, na família Enchytraeidae, e bífidas, em Propappidae.

### Subordem Lumbricina
As espécies da subordem Lumbricina compreendem as minhocas, que são megadrilos opistóporos, ou seja, cada par de poros masculinos está localizado a uma distância de pelo menos dois segmentos, em direção posterior, do segmento do par de testículos correspondente. Esses poros podem se abrir tanto no quarto segmento gonadal, quanto em segmentos além dessa posição, como a partir do segmento XV, e os ovários do terceiro segmento gonadal estão ausentes, nas formas basais. Na maioria das variantes aquáticas, ou há massas glandulares ao redor do poro masculino, ou próstata sem ducto muscular ectal.
Suas cerdas estão organizadas de maneira que existem oito cerdas dispostas em quatro pares por segmento (padrão lumbricino), com pontas simples, na maioria. Ademais, o clitelo passa pelos segmentos gonadais, incluindo gonóporos. A maioria não apresenta átrios, e a próstata pode estar presente ou não.
Os ovos são menores e com menos vitelo do que os dos microdrilos aquáticos, e o clitelo apresenta espessura maior, sendo capaz de secretar vários nutrientes para o casulo, compensando a falta de vitelo nos ovos.

## Reprodução e modo de vida
Entre os membros de Haplotaxida ocorre tanto reprodução sexuada, quanto assexuada, e o desenvolvimento é direto, ou seja, sem estágio larval. Apesar de serem hermafroditas simultâneos, os indivíduos não são capazes de se reproduzirem sexuadamente sozinhos, dependendo sempre da união com outro para que a troca de espermatozoides ocorra. Há fecundação simultânea dos dois parceiros, evento esse denominado de fecundação cruzada.

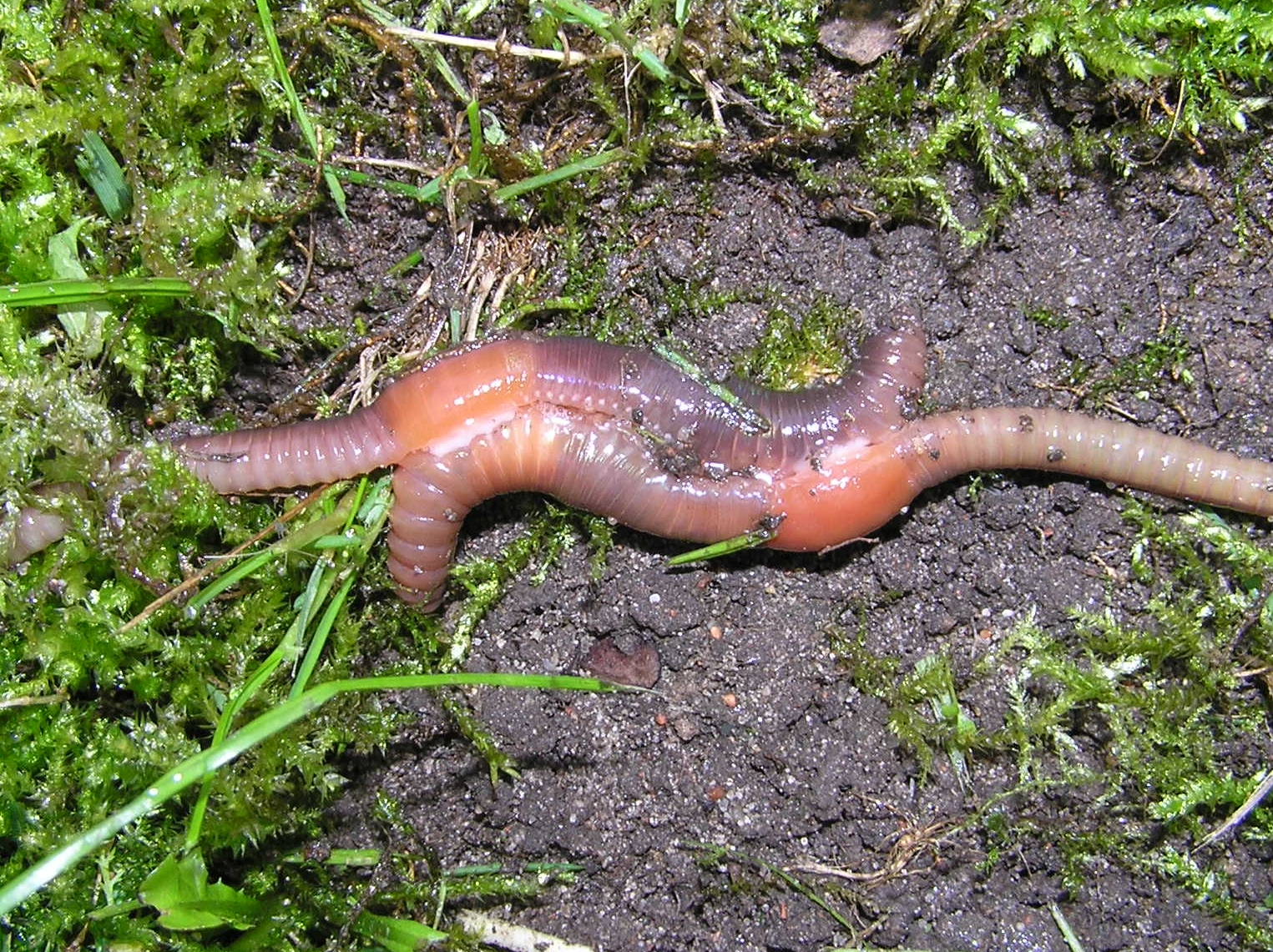
Minhocas copulando.

De forma geral, durante a reprodução sexuada ocorre a cópula, em que os dois indivíduos envolvidos unem seus corpos em direções opostas, de maneira que os gonóporos masculinos se encontrem com as aberturas das espermatecas do outro. A união é possível através de secreções adesivas por parte do clitelo e a cópula se encerra quando as espermatecas de ambos estiverem cheias, com os espermatozoides do parceiro. Após a cópula, o clitelo começa a secretar um casulo formado de muco, sobre ele e os segmentos anteriores. Depois da formação da parede do casulo, o clitelo passa a secretar albumina entre a superfície corporal e a parede, para servir de alimento aos futuros embriões. Feito isso, a musculatura do organismo inicia um movimento de ondas peristálticas, que vão fazer com que o casulo se locomova em direção anterior, passando pelos gonóporos femininos, onde estão presentes os óvulos, e pelas espermatecas, cheias com o espermatozoides do parceiro, antes de ser separado do corpo. Dessarte, é no casulo que ocorre a fertilização do óvulo, que é, portanto, externa.
Exemplos de formas de reprodução assexuada que podem ocorrer em alguns dos membros de Haplotaxida, são a partenogênese, que se caracteriza pelo crescimento e desenvolvimento de um embrião sem que a fertilização ocorra, realizada por alguns indivíduos de Lumbricina, e a fissão paratômica, em que uma nova cabeça e cauda são intercaladas no meio do organismo, gerando dois indivíduos, que então se separam, evento esse observado em algumas espécies de Tubificina.
Além disso, muitos deles são detritívoros não seletivos, porém existem também espécies predadoras, parasitas e comensais, utilizando-se geralmente da faringe eversível para se alimentarem. Algumas espécies já foram observadas parasitando espécies de Porifera, colônias de Bryozoa, lesmas de água doce, e até mesmo vias urinárias de Amphibia. Outras são comensais de animais como integrantes de Mollusca e lagostins de água doce.

## Distribuição e habitats
Haplotaxida compreende um grupo de organismos com morfologia e hábitos de vida muito diferentes entre si e, consequentemente, isso leva à ocupação de diversos habitats diferentes, ao redor do mundo. Os membros de Haplotaxina, por exemplo, apresentam distribuição descontínua e global, com várias espécies endêmicas, e seus habitats constituem-se de regiões freáticas ou de solos molhados.
Os membros de Tubificina habitam tanto ambientes de água doce quanto de salgada. Alguns possuem hábito de vida livre, com olhos rudimentares e habilidade de natação, enquanto outros são escavadores do substrato, sendo capazes de construir tubos, a partir de secreção epidérmica aglutinada a partículas encontradas no ambiente. Esses tubos podem ser sésseis, ou serem arrastados pelo animal.  Os representantes dessa subordem já foram registrados no Hemisfério Sul, em regiões da América do Sul, como o Brasil, e da Oceania, e no Hemisfério Norte, em partes da América do Norte, da Europa, da África do Norte e no Sri Lanka.
Enchytraeina é a ordem com a maior diversidade de habitats. Várias espécies são encontradas em solos terrestres, mas também podem ser avistadas em uma variedade grande de ambientes límnicos, como lagos, rios e córregos, e marinhos, como sapais, regiões de água salobra, e sedimentos do fundo do mar, e podem até mesmo ser encontrados em condições alpinas extremas, como na neve de geleiras.
Os representantes de Lumbricina, assim como outros oligoquetas terrestres, podem ser encontrados em todos os lugares da superfície terrestre, mas apenas raramente em desertos, em locais praticamente sem solo e vegetação, e em áreas que quase permanentemente congeladas, sendo esses locais, no geral, habitados apenas por espécies peregrinas, que apresentam características fisiológicas que permitem tolerar as variações ambientais.

## Importância ecológica

### Bioindicadores
Algumas espécies de tubificidas de água doce, como Tubifex tubifex e Branchiura sowerbyi, são altamente tolerantes à poluição orgânica, e sobrevivem mesmo com baixa concentração de oxigênio na água, sendo os únicos animais presentes em sedimentos bentônicos de lagos e outros cursos de água com bastante poluição, formando populações bastante densas. Algumas dessas grandes populações podem ser encontradas próximo às margens de rios do Estado de São Paulo, como Tietê e Pinheiros. Estes animais estão tão bem adaptados a tais ambientes que, por exemplo, T. tubifex pode morrer, se for exposto a concentrações normais de oxigênio, por um longo período.
Dessa forma, agem como bioindicadores, indicando regiões poluídas com pouca concentração de oxigênio, uma vez que são um dos poucos organismos capazes de sobreviver a esse ambiente, e podem morrer em ambientes em que outros conseguem sobreviver com mais facilidade.

### Manutenção de solos
Muitos integrantes, especialmente de Lumbricina, atuam como engenheiros ecossistêmicos, a partir da escavação de galerias embaixo da terra, que permite o transporte mais fácil de água e gases, ao diminuir a agregação e aumentar a porosidade pedológica do solo, levando a uma disponibilidade maior de matéria orgânica no mesmo. Além disso, produzem húmus, que serve como um adubo, repondo os minerais do solo necessários aos vegetais cujas raízes estão presentes na região próxima a qual a minhoca está localizada, processo esse utilizado em processos de compostagem. Por fim, são fundamentais também no processo de restauração do solo, a partir da mineralização do solo, da fragmentação da matéria orgânica contida nele e do processo de escavação realizado, que minimiza a erosão superficial hídrica e aumenta a capacidade do solo de reter água.

## Importância econômica

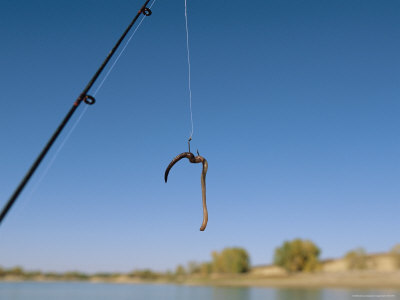
Minhoca sendo utilizada como isca de pesca, um de seus usos econômicos mais populares.

As minhocas, membros integrantes da subordem Lumbricina, possuem diversos usos econômicos, como para iscas de pesca, culturas de sementes, rações animais e fertilizantes orgânicos, além de serem utilizadas para reciclagem de matéria orgânica, sequestro de carbono, prospecção biológica de fármacos, cosméticos e seda, e em pesquisas sobre ecotoxicologia e etiologia.

## Filogenia
Não existe nenhuma sinapomorfia universal para a Haplotaxina, o que sugere que essa subordem seja uma coleção artificial e parafilética de formas plesiomórficas. Além disso, tanto os oligoquetas aquáticos quanto os terrestres podem ser derivados de ancestrais muito semelhantes aos indivíduos viventes dessa subordem, sendo que quatro das cinco formas intermediárias necessárias entre esses dois grupos são representadas por espécies existentes. Ademais, a família Tiguassidae, pertencente a essa subordem, é monotípica, e apresenta um representante vivo do tiguassoide intermediário "necessário" entre Haplotaxidae e Tubificina.
No que se diz respeito à subordem Tubificina, a família Naididae, uma das mais conhecidas do grupo, é muitas vezes proposta como subfamília dentro de Tubificidae.
Os representantes de Enchytraeina são possivelmente os microdrilos aquáticos mais semelhantes aos megadrilos terrestres, possuindo características similares como cerdas simples, e compartilhando ambientes terrestres com as minhocas, o que pode estar correlacionado a um ancestral comum próximo.
Em relação à filogenia de Haplotaxida, ainda não há consenso sobre as posições das famílias dentro do grupo. Quase todos os estudos recentes confirmam, no entanto, a hipótese de que se grupo trata de um conjunto parafilético. Na árvore filogenética abaixo, a politomia entre Phreodrilidae, Tubificidae, Propappidae e Haplotaxidae é uma boa representação de como as relações dentro de Clitellata ainda são incertas. É importante, mais uma vez, ressaltar que a filogenia abaixo não representa um amplo consenso na academia científica, e muitos estudos filogenéticos ainda precisam ser feitos para esse propósito.
Filogenia de Clitellata, segundo as propostas mais recentes

|  | Phreodrilidae |
|  |               |
|  | Tubificidae   |
|  |               |
|  | Propappidae   |
|  |               |
|  | Haplotaxidae  |
|  |               |

|  | Enchytraeidae |
|  |               |
|  | Lumbricina    |
|  |               |

|  | Acanthobdellida                                                 |
|  |                                                                 |
|  | \| \| Branchiobdellida \| \| \| \| \| \| Hirudinida \| \| \| \| |
|  |                                                                 |
|  | Branchiobdellida                                                |
|  |                                                                 |
|  | Hirudinida                                                      |
|  |                                                                 |

|  | Branchiobdellida |
|  |                  |
|  | Hirudinida       |
|  |                  |

|  | Acanthobdellida                                                 |
|  |                                                                 |
|  | \| \| Branchiobdellida \| \| \| \| \| \| Hirudinida \| \| \| \| |
|  |                                                                 |
|  | Branchiobdellida                                                |
|  |                                                                 |
|  | Hirudinida                                                      |
|  |                                                                 |

|  | Branchiobdellida |
|  |                  |
|  | Hirudinida       |
|  |                  |

|  | Enchytraeidae |
|  |               |
|  | Lumbricina    |
|  |               |

|  | Acanthobdellida                                                 |
|  |                                                                 |
|  | \| \| Branchiobdellida \| \| \| \| \| \| Hirudinida \| \| \| \| |
|  |                                                                 |
|  | Branchiobdellida                                                |
|  |                                                                 |
|  | Hirudinida                                                      |
|  |                                                                 |

|  | Branchiobdellida |
|  |                  |
|  | Hirudinida       |
|  |                  |

|  | Acanthobdellida                                                 |
|  |                                                                 |
|  | \| \| Branchiobdellida \| \| \| \| \| \| Hirudinida \| \| \| \| |
|  |                                                                 |
|  | Branchiobdellida                                                |
|  |                                                                 |
|  | Hirudinida                                                      |
|  |                                                                 |

|  | Branchiobdellida |
|  |                  |
|  | Hirudinida       |
|  |                  |

|  | Phreodrilidae |
|  |               |
|  | Tubificidae   |
|  |               |
|  | Propappidae   |
|  |               |
|  | Haplotaxidae  |
|  |               |

|  | Enchytraeidae |
|  |               |
|  | Lumbricina    |
|  |               |

|  | Acanthobdellida                                                 |
|  |                                                                 |
|  | \| \| Branchiobdellida \| \| \| \| \| \| Hirudinida \| \| \| \| |
|  |                                                                 |
|  | Branchiobdellida                                                |
|  |                                                                 |
|  | Hirudinida                                                      |
|  |                                                                 |

|  | Branchiobdellida |
|  |                  |
|  | Hirudinida       |
|  |                  |

|  | Acanthobdellida                                                 |
|  |                                                                 |
|  | \| \| Branchiobdellida \| \| \| \| \| \| Hirudinida \| \| \| \| |
|  |                                                                 |
|  | Branchiobdellida                                                |
|  |                                                                 |
|  | Hirudinida                                                      |
|  |                                                                 |

|  | Branchiobdellida |
|  |                  |
|  | Hirudinida       |
|  |                  |

|  | Enchytraeidae |
|  |               |
|  | Lumbricina    |
|  |               |

|  | Acanthobdellida                                                 |
|  |                                                                 |
|  | \| \| Branchiobdellida \| \| \| \| \| \| Hirudinida \| \| \| \| |
|  |                                                                 |
|  | Branchiobdellida                                                |
|  |                                                                 |
|  | Hirudinida                                                      |
|  |                                                                 |

|  | Branchiobdellida |
|  |                  |
|  | Hirudinida       |
|  |                  |

|  | Acanthobdellida                                                 |
|  |                                                                 |
|  | \| \| Branchiobdellida \| \| \| \| \| \| Hirudinida \| \| \| \| |
|  |                                                                 |
|  | Branchiobdellida                                                |
|  |                                                                 |
|  | Hirudinida                                                      |
|  |                                                                 |

|  | Branchiobdellida |
|  |                  |
|  | Hirudinida       |
|  |                  |

|  | Phreodrilidae |
|  |               |
|  | Tubificidae   |
|  |               |
|  | Propappidae   |
|  |               |
|  | Haplotaxidae  |
|  |               |

|  | Enchytraeidae |
|  |               |
|  | Lumbricina    |
|  |               |

|  | Acanthobdellida                                                 |
|  |                                                                 |
|  | \| \| Branchiobdellida \| \| \| \| \| \| Hirudinida \| \| \| \| |
|  |                                                                 |
|  | Branchiobdellida                                                |
|  |                                                                 |
|  | Hirudinida                                                      |
|  |                                                                 |

|  | Branchiobdellida |
|  |                  |
|  | Hirudinida       |
|  |                  |

|  | Acanthobdellida                                                 |
|  |                                                                 |
|  | \| \| Branchiobdellida \| \| \| \| \| \| Hirudinida \| \| \| \| |
|  |                                                                 |
|  | Branchiobdellida                                                |
|  |                                                                 |
|  | Hirudinida                                                      |
|  |                                                                 |

|  | Branchiobdellida |
|  |                  |
|  | Hirudinida       |
|  |                  |

|  | Enchytraeidae |
|  |               |
|  | Lumbricina    |
|  |               |

|  | Acanthobdellida                                                 |
|  |                                                                 |
|  | \| \| Branchiobdellida \| \| \| \| \| \| Hirudinida \| \| \| \| |
|  |                                                                 |
|  | Branchiobdellida                                                |
|  |                                                                 |
|  | Hirudinida                                                      |
|  |                                                                 |

|  | Branchiobdellida |
|  |                  |
|  | Hirudinida       |
|  |                  |

|  | Acanthobdellida                                                 |
|  |                                                                 |
|  | \| \| Branchiobdellida \| \| \| \| \| \| Hirudinida \| \| \| \| |
|  |                                                                 |
|  | Branchiobdellida                                                |
|  |                                                                 |
|  | Hirudinida                                                      |
|  |                                                                 |

|  | Branchiobdellida |
|  |                  |
|  | Hirudinida       |
|  |                  |

|  | Phreodrilidae |
|  |               |
|  | Tubificidae   |
|  |               |
|  | Propappidae   |
|  |               |
|  | Haplotaxidae  |
|  |               |

|  | Enchytraeidae |
|  |               |
|  | Lumbricina    |
|  |               |

|  | Acanthobdellida                                                 |
|  |                                                                 |
|  | \| \| Branchiobdellida \| \| \| \| \| \| Hirudinida \| \| \| \| |
|  |                                                                 |
|  | Branchiobdellida                                                |
|  |                                                                 |
|  | Hirudinida                                                      |
|  |                                                                 |

|  | Branchiobdellida |
|  |                  |
|  | Hirudinida       |
|  |                  |

|  | Acanthobdellida                                                 |
|  |                                                                 |
|  | \| \| Branchiobdellida \| \| \| \| \| \| Hirudinida \| \| \| \| |
|  |                                                                 |
|  | Branchiobdellida                                                |
|  |                                                                 |
|  | Hirudinida                                                      |
|  |                                                                 |

|  | Branchiobdellida |
|  |                  |
|  | Hirudinida       |
|  |                  |

|  | Enchytraeidae |
|  |               |
|  | Lumbricina    |
|  |               |

|  | Acanthobdellida                                                 |
|  |                                                                 |
|  | \| \| Branchiobdellida \| \| \| \| \| \| Hirudinida \| \| \| \| |
|  |                                                                 |
|  | Branchiobdellida                                                |
|  |                                                                 |
|  | Hirudinida                                                      |
|  |                                                                 |

|  | Branchiobdellida |
|  |                  |
|  | Hirudinida       |
|  |                  |

|  | Acanthobdellida                                                 |
|  |                                                                 |
|  | \| \| Branchiobdellida \| \| \| \| \| \| Hirudinida \| \| \| \| |
|  |                                                                 |
|  | Branchiobdellida                                                |
|  |                                                                 |
|  | Hirudinida                                                      |
|  |                                                                 |

|  | Branchiobdellida |
|  |                  |
|  | Hirudinida       |
|  |                  |

|  | Phreodrilidae |
|  |               |
|  | Tubificidae   |
|  |               |
|  | Propappidae   |
|  |               |
|  | Haplotaxidae  |
|  |               |

|  | Enchytraeidae |
|  |               |
|  | Lumbricina    |
|  |               |

|  | Acanthobdellida                                                 |
|  |                                                                 |
|  | \| \| Branchiobdellida \| \| \| \| \| \| Hirudinida \| \| \| \| |
|  |                                                                 |
|  | Branchiobdellida                                                |
|  |                                                                 |
|  | Hirudinida                                                      |
|  |                                                                 |

|  | Branchiobdellida |
|  |                  |
|  | Hirudinida       |
|  |                  |

|  | Acanthobdellida                                                 |
|  |                                                                 |
|  | \| \| Branchiobdellida \| \| \| \| \| \| Hirudinida \| \| \| \| |
|  |                                                                 |
|  | Branchiobdellida                                                |
|  |                                                                 |
|  | Hirudinida                                                      |
|  |                                                                 |

|  | Branchiobdellida |
|  |                  |
|  | Hirudinida       |
|  |                  |

|  | Enchytraeidae |
|  |               |
|  | Lumbricina    |
|  |               |

|  | Acanthobdellida                                                 |
|  |                                                                 |
|  | \| \| Branchiobdellida \| \| \| \| \| \| Hirudinida \| \| \| \| |
|  |                                                                 |
|  | Branchiobdellida                                                |
|  |                                                                 |
|  | Hirudinida                                                      |
|  |                                                                 |

|  | Branchiobdellida |
|  |                  |
|  | Hirudinida       |
|  |                  |

|  | Acanthobdellida                                                 |
|  |                                                                 |
|  | \| \| Branchiobdellida \| \| \| \| \| \| Hirudinida \| \| \| \| |
|  |                                                                 |
|  | Branchiobdellida                                                |
|  |                                                                 |
|  | Hirudinida                                                      |
|  |                                                                 |

|  | Branchiobdellida |
|  |                  |
|  | Hirudinida       |
|  |                  |

|  | Phreodrilidae |
|  |               |
|  | Tubificidae   |
|  |               |
|  | Propappidae   |
|  |               |
|  | Haplotaxidae  |
|  |               |

|  | Enchytraeidae |
|  |               |
|  | Lumbricina    |
|  |               |

|  | Acanthobdellida                                                 |
|  |                                                                 |
|  | \| \| Branchiobdellida \| \| \| \| \| \| Hirudinida \| \| \| \| |
|  |                                                                 |
|  | Branchiobdellida                                                |
|  |                                                                 |
|  | Hirudinida                                                      |
|  |                                                                 |

|  | Branchiobdellida |
|  |                  |
|  | Hirudinida       |
|  |                  |

|  | Acanthobdellida                                                 |
|  |                                                                 |
|  | \| \| Branchiobdellida \| \| \| \| \| \| Hirudinida \| \| \| \| |
|  |                                                                 |
|  | Branchiobdellida                                                |
|  |                                                                 |
|  | Hirudinida                                                      |
|  |                                                                 |

|  | Branchiobdellida |
|  |                  |
|  | Hirudinida       |
|  |                  |

|  | Enchytraeidae |
|  |               |
|  | Lumbricina    |
|  |               |

|  | Acanthobdellida                                                 |
|  |                                                                 |
|  | \| \| Branchiobdellida \| \| \| \| \| \| Hirudinida \| \| \| \| |
|  |                                                                 |
|  | Branchiobdellida                                                |
|  |                                                                 |
|  | Hirudinida                                                      |
|  |                                                                 |

|  | Branchiobdellida |
|  |                  |
|  | Hirudinida       |
|  |                  |

|  | Acanthobdellida                                                 |
|  |                                                                 |
|  | \| \| Branchiobdellida \| \| \| \| \| \| Hirudinida \| \| \| \| |
|  |                                                                 |
|  | Branchiobdellida                                                |
|  |                                                                 |
|  | Hirudinida                                                      |
|  |                                                                 |

|  | Branchiobdellida |
|  |                  |
|  | Hirudinida       |
|  |                  |

|  | Phreodrilidae |
|  |               |
|  | Tubificidae   |
|  |               |
|  | Propappidae   |
|  |               |
|  | Haplotaxidae  |
|  |               |

|  | Enchytraeidae |
|  |               |
|  | Lumbricina    |
|  |               |

|  | Acanthobdellida                                                 |
|  |                                                                 |
|  | \| \| Branchiobdellida \| \| \| \| \| \| Hirudinida \| \| \| \| |
|  |                                                                 |
|  | Branchiobdellida                                                |
|  |                                                                 |
|  | Hirudinida                                                      |
|  |                                                                 |

|  | Branchiobdellida |
|  |                  |
|  | Hirudinida       |
|  |                  |

|  | Acanthobdellida                                                 |
|  |                                                                 |
|  | \| \| Branchiobdellida \| \| \| \| \| \| Hirudinida \| \| \| \| |
|  |                                                                 |
|  | Branchiobdellida                                                |
|  |                                                                 |
|  | Hirudinida                                                      |
|  |                                                                 |

|  | Branchiobdellida |
|  |                  |
|  | Hirudinida       |
|  |                  |

|  | Enchytraeidae |
|  |               |
|  | Lumbricina    |
|  |               |

|  | Acanthobdellida                                                 |
|  |                                                                 |
|  | \| \| Branchiobdellida \| \| \| \| \| \| Hirudinida \| \| \| \| |
|  |                                                                 |
|  | Branchiobdellida                                                |
|  |                                                                 |
|  | Hirudinida                                                      |
|  |                                                                 |

|  | Branchiobdellida |
|  |                  |
|  | Hirudinida       |
|  |                  |

|  | Acanthobdellida                                                 |
|  |                                                                 |
|  | \| \| Branchiobdellida \| \| \| \| \| \| Hirudinida \| \| \| \| |
|  |                                                                 |
|  | Branchiobdellida                                                |
|  |                                                                 |
|  | Hirudinida                                                      |
|  |                                                                 |

|  | Branchiobdellida |
|  |                  |
|  | Hirudinida       |
|  |                  |

|  | Phreodrilidae |
|  |               |
|  | Tubificidae   |
|  |               |
|  | Propappidae   |
|  |               |
|  | Haplotaxidae  |
|  |               |

|  | Enchytraeidae |
|  |               |
|  | Lumbricina    |
|  |               |

|  | Acanthobdellida                                                 |
|  |                                                                 |
|  | \| \| Branchiobdellida \| \| \| \| \| \| Hirudinida \| \| \| \| |
|  |                                                                 |
|  | Branchiobdellida                                                |
|  |                                                                 |
|  | Hirudinida                                                      |
|  |                                                                 |

|  | Branchiobdellida |
|  |                  |
|  | Hirudinida       |
|  |                  |

|  | Acanthobdellida                                                 |
|  |                                                                 |
|  | \| \| Branchiobdellida \| \| \| \| \| \| Hirudinida \| \| \| \| |
|  |                                                                 |
|  | Branchiobdellida                                                |
|  |                                                                 |
|  | Hirudinida                                                      |
|  |                                                                 |

|  | Branchiobdellida |
|  |                  |
|  | Hirudinida       |
|  |                  |

|  | Enchytraeidae |
|  |               |
|  | Lumbricina    |
|  |               |

|  | Acanthobdellida                                                 |
|  |                                                                 |
|  | \| \| Branchiobdellida \| \| \| \| \| \| Hirudinida \| \| \| \| |
|  |                                                                 |
|  | Branchiobdellida                                                |
|  |                                                                 |
|  | Hirudinida                                                      |
|  |                                                                 |

|  | Branchiobdellida |
|  |                  |
|  | Hirudinida       |
|  |                  |

|  | Acanthobdellida                                                 |
|  |                                                                 |
|  | \| \| Branchiobdellida \| \| \| \| \| \| Hirudinida \| \| \| \| |
|  |                                                                 |
|  | Branchiobdellida                                                |
|  |                                                                 |
|  | Hirudinida                                                      |
|  |                                                                 |

|  | Branchiobdellida |
|  |                  |
|  | Hirudinida       |
|  |                  |

## Taxonomia
A ordem Haplotaxida é dividida em 4 subordens e 36 famílias, de acordo com a edição mais recente da Nomenclatura Oligochaetologica:
Ordem Haplotaxida
- Subordem Haplotaxina
  - Família Haplotaxidae
  - Família Tiguassidae
- Subordem Tubificina
  - Família Tubificidae
  - Família Phreodrilidae
  - Família Dorydrilidae
  - Família Naididae
  - Família Opistocystidae
  - Família Capilloventridae
  - Família Lycodrilidae
  - Família Randiellidae
  - Família Narapidae
  - Família Parvidrilidae
- Subordem Enchytraeina
  - Família Enchytraeidae
  - Família Propappidae
- Subordem Lumbricina
  - Família Alluroididae
  - Família Criodrilidae
  - Família Lumbricidae
  - Família Komarekionidae
  - Família Diporochaetidae
  - Família Ailoscolecidae
  - Família Hormogastridae
  - Família Labatocerebridae
  - Família Sparganophilidae
  - Família Biwadrilidae
  - Família Glossoscolecidae
  - Família Kynotidae
  - Família Microchaetidae
  - Família Almidae
  - Família Lutodrilidae
  - Família Megascolecidae
  - Família Acanthodrilidae
  - Família Octochaetidae
  - Família Eudrilidae
  - Família Ocnerodrilidae
  - Família Tumakidae
  - Família Tritogeniidae